# Katie Shanahan
Pour les articles homonymes, voir Shanahan.
Katie Shanahan, née le 25 juin 2004, est une nageuse britannique spécialiste du dos et des épreuves de quatre nages,.

## Carrière sportive
Katie Shanahan participe à l'épreuve féminine du 400 m quatre nages aux Championnats du monde en petit bassin de 2021 à Abu Dabi.
Aux Jeux du Commonwealth de 2022 à Birmingham, elle remporte la médaille de bronze du 400 m quatre nages avec un temps de 4 min 39 s 37,. Trois jours plus tard, elle remporte la médaille de bronze au 200 m dos avec un record personnel de 2 min 9 s 22.
En 2023, elle remporte deux médailles d'or aux Championnats britanniques de natation sur le 200 m dos et le 200 m quatre nages. C'est la deuxième fois consécutive qu'elle remporte le titre du 200 m dos.